# Будинок Жученкових
Будинок Жученкових (рос. Дом Жученковых) — старовинний будинок в станиці Старочеркаська. Пам'ятка житлової архітектури XVIII століття. Являє собою будинок-фортецю. У вікна вставлені ковані решітки, на першому поверсі вікна менші за розміром і мають подібно кріпосним бійницям скошені всередину кути. Всередині будинку була голландська піч, викладена кольоровими кахлями. До теперішнього часу піч не збереглася.

## Історія
Перший з роду Жученкових, Петро Єфремович Жученко, купив у ногайського князя ділянку землі з будинком, на цьому місці, за переказами, був заснований Черкаськ. Донський історик Є. Савельєв писав, що у "козака Старочеркаської станиці Петра Єфремовича Жученкова є акт у вигляді купчої татарською та російською мовами про купівлю будинку запорожцем Жученком в 1517 році у одного татарського князька в стані Черкаському".
Потім будинок належав членам багатого козацького роду Прибилянської станиці міста Черкаська Степану та Федору Жученковим.
Будинок відомий тим, що у 1671 році в ньому тримали перед відправкою в Москву на страту закутого в ланцюги Степана Разіна. У XIX столітті господарем будинку був Петро Жученко.
У минулому столітті в цьому будинку знаходилася міська поліція. До революції в цій найдавнішій на Дону будівлі знаходилася поліція. Після Жовтневої революції тут розташовувалася станична Рада. В даний час в будинку Жученкових розгорнута одна з експозицій музею-заповідника в станиці Старочеркаській.

## Архітектура
Будинок є зразком козацької житлової архітектури XVIII століття. За час свого існування будинок багато разів перебудовувався. До теперішнього часу являє собою козацький курінь - кам'яний двоповерховий прямокутний будинок з дахом в чотири ската і з підвалом. Будинок стоїть на високому фундаменті. Якщо навесні Дон розливався, то люди жили на другому поверсі, а до поручнів дверей прив'язували човен.
Зовні будинок нагадував фортецю. У його вікна були вставлені чавунні решітки, вікна першого поверху були скошені всередину. Стіни будинку були товстими, у дворі будинку знаходилися господарські будівлі. У будинку були склепінні масивні стелі, складені з каменю і цегли, на вікнах висіли масивні залізні віконниці. Дерев'яний балкон біля входу тримався на цегляних колонах. До ХХ століття будинок зберігав своє архітектурне оздоблення в стилі московського бароко.
Всередині будинку стояла велика піч з голландськими кахлями XVIII століття. До теперішнього часу піч не збереглася. У будинку збереглися традиційні предмети побуту, що розповідають про історію роду Жученкових і життя Донського козацтва. Таких будинків у Черкаську було 28.
Зовні будинок був обнесений огорожею і служив військовим старшинам захистом від нападів. Іноді такий захист був ненадійним: з таких будинків-фортець виганяв козацьких старшин в 1708 році військовий отаман Кіндрат Булавін.